# مقتل شيري بيزلي
شيري جوي بيسلي (25 فبراير 1985 - 29 يونيو 1991) كانت تلميذة أسترالية من روزبود، إحدى ضواحي ملبورن الخارجية، فيكتوريا. تم اختطاف واغتصاب وقتل شيري البالغة من العمر ستة أعوام على يد روبرت آرثر سيلبي لوي في يونيو 1991. عثر العثور على جثتها بعد أسابيع في 24 سبتمبر في مصرف لمياه الأمطار.
استند أحد العناصر الرئيسية التي أدت إلى سجن لوي إلى جلسات رعاية المرضى التي سجلها محققو الشرطة ثم معالجه النفسي لاحقًا. في الذكرى الرابعة والعشرين لمقتلها، أقيمت مراسم تأبين على قبرها، حضرها العديد من أفراد المجتمع.

## قتلها
ركبت شيري دراجتها إلى حانة حليب قريبة، حيث اختطفها روبرت لوي، مدرس مدرسة الأحد وكبير الكنيسة وبائع متجول.
يبدو أن لوي استهدف شيري لأنه رآها بمفردها في عدة مناسبات سابقة. ومن التفسيرات المحتملة لعدم الإشراف أن شيري نقلت عدة مرات بين حضانة والدتها وحضانة أجدادها من الأم والأب. بعد الاختطاف، قال عدة شهود إنهم رأوا رجلاً في منتصف العمر يقود سيارة تقل «طفل مكروب».
كان للوي تاريخ من جرائم الأطفال. فقبل مقتل شيري، كان قد ارتكب عدة جرائم للتعرض غير اللائق والتي كانت تستهدف الفتيات الصغيرات. بعد أشهر من القتل، كان يذهب إلى معالج نفسي لأنه كان يعاني من مشاكل زوجية. بدأت معالجته، مارجريت هوبز، في النهاية بالشك في تورطه في مقتل شيري. كان لوي قد أدلى بتصريحات مشبوهة، قائلاً إنه لا يتذكر مكان وجوده في يوم وفاة شيري وأنه شعر أن الشرطة تقترب منه.
أجرت الشرطة مقابلة مع لوي بعد الاختطاف، وقاموا فيما بعد بتسجيل بعض جلساته مع هوبز (في البداية دون علمها). بعد إبلاغها بالتسجيل، أعطتها هوبز الإذن لمزيد من التسجيل، لأنها كانت منزعجة من تصريحات لوي.

## المحاكمة والإدانة
اعترض أولئك الذين يمثلون لوي أثناء محاكمته على الطريقة التي تم بها الحصول على الأدلة المسجلة من جلسات العلاج مع هوبز. وأكدوا أن التسجيلات كانت تنتهك سياسة السرية. ورفضت المحكمة ذلك وتوصلت إلى إجماع على أن الأدلة مناسبة لحماية الجمهور.
ذكر هوبز أن لوي ناقش العديد من التفاصيل المشبوهة المتعلقة بقتل شيري. كانت مثل هذه التصريحات معنية بالرغبة في «بناء عذر» وعواقب الاعتراف بالذنب بالقتل غير العمد صرح لوي في نهاية المطاف في أبريل 1992 أنه قد أخذ شيري في رحلة في سيارته وخنقها يدويًا.  أثناء محاكمته، اعترف بذنبه. قال إنه «خنق الفتاة».  أدين لوي لاحقًا بالاختطاف والقتل، وحُكم عليه بالسجن مدى الحياة بالإضافة إلى 15 عامًا دون الإفراج المشروط.

## ما بعد الكارثة
بعد أن تم إرسال لوي إلى السجن لقتله شيري، صرح بأنه بريء. في أغسطس 2014، كتب أنه يعتقد أن تطبيق القانون يستخدمه كبش فداء بسبب فشلهم في العثور على المسؤولين عن الجريمة. ولم تصدق الشرطة وعائلة الضحية ذلك، وقالوا إنهم «أصيبوا بالغثيان» بسبب تأكيداته.
بعد إدانة لوي، بدأت معالجته النفسية مارجريت هوبز في كتابة كتاب بناءً على تجربتها. توفيت في حادث سيارة عام 1996 ؛ تم الانتهاء من كتابها ونشره لاحقًا بواسطة أندرو رول.
يُعتقد أن لوي متورط في كمية كبيرة من المواد الإباحية للأطفال التي هربت إلى السجن الذي كان مسجونًا فيه. ويعتقد أن مصدر هذه المواد هو الأشخاص الذين كانوا يزورون النزلاء.

## روابط خارجية
- Sheree Beasley (buried under her mother's birth surname of Mandile) على موقع فايند أغريف
- Sensible Sentencing Trust - Offender File نسخة محفوظة 28 فبراير 2018 على موقع واي باك مشين.